# Rue du Noyer-Durand
La rue du Noyer-Durand est une voie du 19e arrondissement de Paris, en France.

## Situation et accès

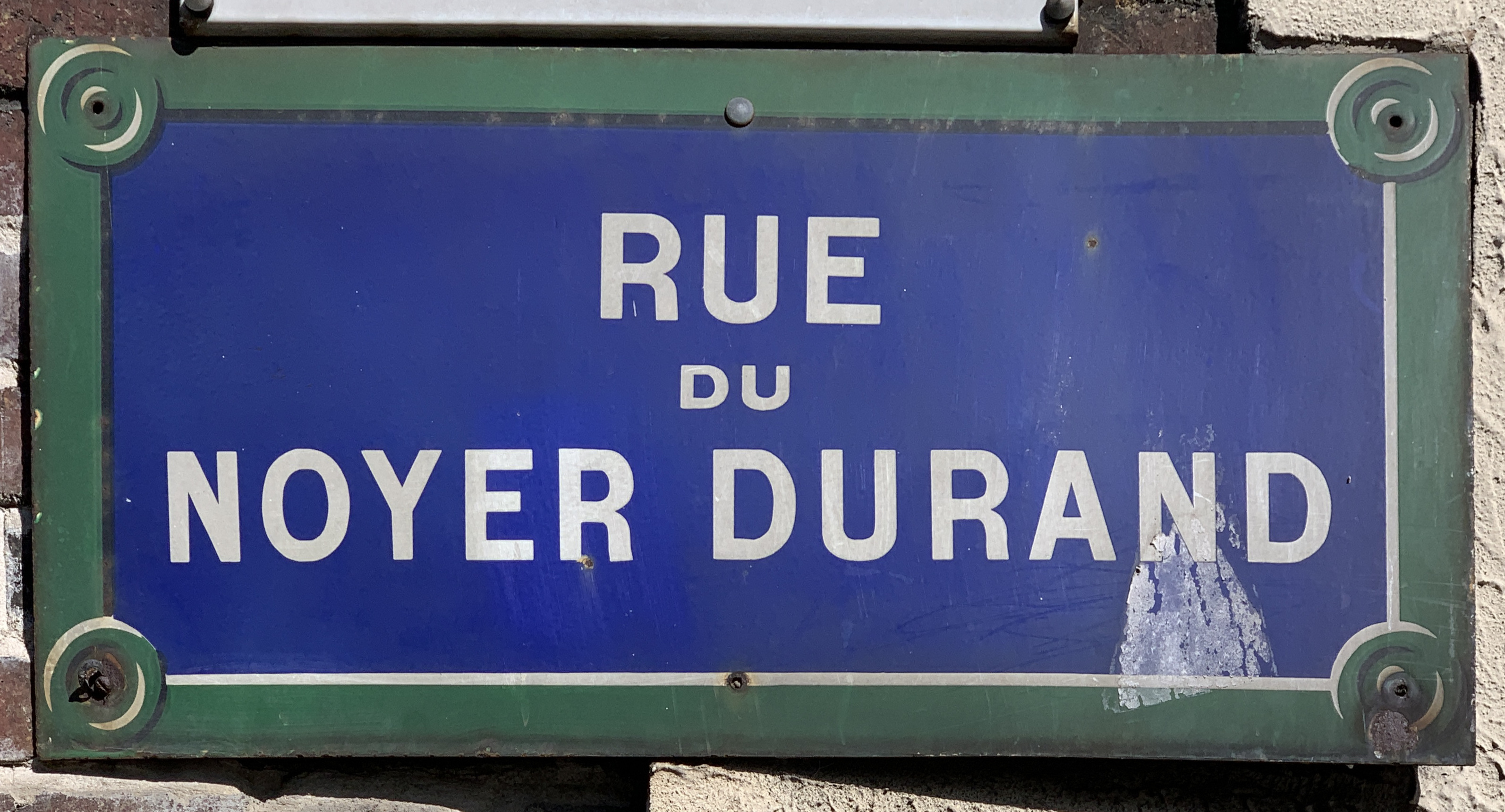
Plaque de la rue.

La rue du Noyer-Durand est une voie située dans le 19e arrondissement de Paris. Elle débute au 59, avenue de la Porte-Chaumont et se termine rue du Progrès.

## Origine du nom
Elle porte le nom d'un lieu-dit et cet aussi[pas clair] une ancienne prison.

## Historique
Cette voie était précédemment partie de la rue du Progrès, située autrefois sur le territoire du Pré-Saint-Gervais annexé à Paris par décret du 27 juillet 1930.
Elle fut détachée de la rue du Progrès par un arrêté du 3 juin 1932.